# انفال
سورهٔ انفال سورهٔ ۸ام قرآن و سوره‌ای مدنی است که ۷۵ آیه دارد. در این سوره، نخست به مسائل مالی در اسلام از جمله انفال و غنائم اشاره شده و سپس مباحثی مانند صفات و ویژگی‌های مؤمنان و داستان غزوهٔ بدر مطرح شده‌است. داستان هجرت پیامبر، جهاد، بهبود امور مسلمانان، حکم خمس، احکام اسیران جنگی، و درگیری‌ها با منافقان از دیگر مباحث این سوره است.